# The Fugitive (album)
The Fugitive je studijski album hrvatskoga glazbenika, skladatelja i glazbenog producenta Ilana Kabilja. Album je 1998. objavila diskografska kuća Croatia Records.

## Popis pjesama
1. "Intro - Momento" – 0:45
2. "Sada mi daješ ljubav – The Fugitive" – 4:50
3. "U ritmu noći" – 4:39
4. "Još 1 život" – 4:11
5. "Summertime" (Final Battle Mix) – 4:37
6. "Moje tijelo zove tvoje" (Drum & Bass Mix) – 4:44
7. "Priznaj mi sve" – 4:03
8. "Dosadan dan" – 5:41
9. "Summertime" – 4:49
10. "Prekasno za sax" – 4:33
11. "Tvoje tijelo zove moje" (R&B Mix) – 4:22
12. "Shadows Of My Life" – 4:36
13. "Priznaj mi sve" (Club 96 Mix) – 6:42
14. "Stop The Time Mix" – 6:00
15. "Priznaj mi sve" (Space Cat Mix) – 4:08
16. "Summertime" (Face Off Mix)" – 4:05

## Vanjske poveznice
- Discogs.com – Ilan Kabiljo: The Fugitive